# آپورفین
آپورفین (به انگلیسی: Aporphine) با فرمول شیمیایی C۱۷H۱۷N یک ترکیب شیمیایی است. که جرم مولی آن ۲۳۵٫۳۲۴ g/mol می‌باشد. 